# Cot Bokolah
Cot Bokolah är en kulle i Indonesien.   Den ligger i provinsen Aceh, i den västra delen av landet, 1 700 km nordväst om huvudstaden Jakarta. Toppen på Cot Bokolah är 226 meter över havet.
Terrängen runt Cot Bokolah är kuperad åt sydväst, men åt nordost är den platt.Runt Cot Bokolah är det ganska tätbefolkat, med 160 invånare per kvadratkilometer. Närmaste större samhälle är Reuleuet, 6,4 km öster om Cot Bokolah. I omgivningarna runt Cot Bokolah växer i huvudsak städsegrön lövskog.